# جاي ر. ريتشاردز
جاي ر. ريتشاردز (بالإنجليزية: J. R. Richards)‏ هو مغن مؤلف وملحن أمريكي، ولد في 30 أبريل 1967 في سانتا باربارا في الولايات المتحدة.

## وصلات خارجية
- الموقع الرسمي
- جاي ر. ريتشاردز على موقع IMDb (الإنجليزية)
- جاي ر. ريتشاردز على موقع ميوزك برينز (الإنجليزية)
- جاي ر. ريتشاردز على موقع ميوزك برينز (الإنجليزية)
- جاي ر. ريتشاردز على موقع ديسكوغز (الإنجليزية)